# Gesetze und amtliche Regelungen zur geschlechtergerechten Sprache
Gesetze und amtliche Regelungen zur geschlechtergerechten Sprache umfassen Gesetze, Verwaltungsvorschriften und behördliche Erlasse, die sich normativ mit geschlechtergerechter Sprache befassen. Im deutschsprachigen Raum – vor allem in den drei D-A-CH-Ländern und Liechtenstein – formulieren viele dieser Verordnungen als Ziel eine „sprachliche Gleichbehandlung von Frauen und Männern“. Um die Gleichstellung der Geschlechter zum Ausdruck zu bringen, wird von einigen das generische Maskulinum (beispielsweise alle Lehrer) ausdrücklich abgelehnt; allgemein werden geschlechtsneutrale Formulierungen (Lehrkräfte, Lehrpersonal) sowie zweigeschlechtliche Paarformen (Lehrerinnen und Lehrer) empfohlen oder vorgeschrieben (siehe auch Liste von Verordnungen in zeitlicher Abfolge). Genderzeichen wie der Genderstern * bleiben unberücksichtigt oder werden abgelehnt.
In Deutschland haben mehrere Bundesländer sogenannte „Genderverbote“ erlassen. Diese Sprachverbote sanktionieren allerdings nur den Gebrauch von Sonderzeichen innerhalb von Worten mit dem Ziel, geschlechtliche Vielfalt abzubilden. Andere Varianten geschlechtergerechter Sprache wie Doppelnennungen oder sprachliche Neutralisierungen bleiben hiervon unberührt. Auf europäischer Ebene gibt es mehrsprachige Regelungen zum geschlechtergerechten Sprachgebrauch (siehe unten).

## Amtliche Rechtschreibung des Deutschen
Als Regulierungskörper der amtlichen Rechtschreibung der deutschen Sprache wurde im Jahr 2004 der Rat für deutsche Rechtschreibung (RdR) eingerichtet von Deutschland, Österreich, der Schweiz, Südtirol, Liechtenstein und der Deutschsprachigen Gemeinschaft Belgiens.
Mitte 2018 gab der Rechtschreibrat eine vorbereitende Stellungnahme ab unter dem Titel Geschlechtergerechte Schreibung – Herausforderung noch ohne Lösung, in der festgehalten wurde:

„Die weit verbreitete Praxis, immer von Frauen und Männern in weiblicher und männlicher Form, im Plural oder in Passivkonstruktionen zu schreiben, wird der Erwartung geschlechtergerechter Schreibung derzeit am ehesten gerecht.“

Ende 2018 folgte ein Beschluss des Rats mit dem Titel Empfehlungen zur „geschlechtergerechten Schreibung“. Dort wurden sechs Grundlagen festgehalten, aber die Frage nach der Einbeziehung von Personen der dritten Geschlechtsoption wurde offengelassen (vergleiche Divers, Drittes Geschlecht):

„Geschlechtergerechte Texte sollen
- sachlich korrekt sein,
- verständlich und lesbar sein,
- vorlesbar sein (mit Blick auf die Altersentwicklung der Bevölkerung und die Tendenz in den Medien, Texte in vorlesbarer Form zur Verfügung zu stellen),
- Rechtssicherheit und Eindeutigkeit gewährleisten,
- übertragbar sein im Hinblick auf deutschsprachige Länder mit mehreren Amts- und Minderheitensprachen,
- für die Lesenden bzw. Hörenden die Möglichkeit zur Konzentration auf die wesentlichen Sachverhalte und Kerninformationen sicherstellen.
- (hinzugefügt 26.3.2021) Außerdem betont der Rat, dass geschlechtergerechte Schreibung nicht das Erlernen der geschriebenen deutschen Sprache erschweren darf (Lernbarkeit).

Dabei ist jeweils auf die unterschiedlichen Zielgruppen und Funktionen von Texten zu achten.
[…] Die Erprobungsphase verschiedener Bezeichnungen des dritten Geschlechts verläuft in den Ländern des deutschen Sprachraums unterschiedlich schnell und intensiv. Sie soll nicht durch vorzeitige Empfehlungen und Festlegungen des Rats für deutsche Rechtschreibung beeinflusst werden.“

Der Rat für deutsche Rechtschreibung bekräftigte in seiner Sitzung am 26. März 2021 seine Auffassung, dass allen Menschen mit geschlechtergerechter Sprache begegnet werden solle und sie sensibel angesprochen werden sollten. Dies sei allerdings eine gesellschaftliche und gesellschaftspolitische Aufgabe, die nicht allein mit orthografischen Regeln und Änderungen der Rechtschreibung gelöst werden könne. Das Amtliche Regelwerk gilt für Schulen sowie für Verwaltung und Rechtspflege. Der Rat hat vor diesem Hintergrund die Aufnahme von Asterisk („Gender-Stern“), Unterstrich („Gender-Gap“), Doppelpunkt oder anderen verkürzten Formen zur Kennzeichnung mehrgeschlechtlicher Bezeichnungen im Wortinnern in das Amtliche Regelwerk der deutschen Rechtschreibung zu diesem Zeitpunkt nicht empfohlen.

## Deutschland

### Studien
1997 befragten die Sprachwissenschaftlerinnen Karin Eichhoff-Cyrus und Margot Dietrich für die Gesellschaft für deutsche Sprache (GfdS) über 700 Personen zur sprachlicher Gleichbehandlung von Frauen und Männern in Gesetzestexten:
- 42 % bevorzugten neutrale Formulierungen

37 % bevorzugten Beidnennung
19 % bevorzugten generische Maskulinformen
 2007 untersuchten Vera Steiger und Lisa Irmen am Psychologischen Institut der Universität Heidelberg im Zusammenhang mit Rechtstexten die Akzeptanz für generische Maskulinformen, für Paarformen sowie für geschlechtsneutrale Bezeichnungen. Die Ergebnisse zeigten eine breite Akzeptanz neutraler Bezeichnungsformen, die als geschlechtergerechter als die beiden anderen Alternativen beurteilt wurden.
2011 wurde diese Studie mit drei Gruppen von Versuchspersonen wiederholt (Juristen, über 60-Jährige und Personen ohne akademischen Hintergrund): Die Ergebnisse von 2007 wurden bestätigt, die Teilnehmer zeigten eine große Akzeptanz für geschlechtsneutrale Bezeichnungen (etwa die Wahlberechtigten statt die Wähler).

### Juristisch normierte Sprache
Die juristische Fachsprache – sogenanntes „Amtsdeutsch“ – gebraucht traditionellerweise in normativen Texten wie Gesetzen, Verwaltungsvorschriften und Erlassen zur Bezeichnung von Personen generische Maskulinformen (die Bürger, der Wähler), um auf Personen unabhängig von ihrem biologischen oder sozialen Geschlecht zu referieren (der Grammatikduden erwähnt erst ab 1998 Kritik am generischen Maskulinum).

#### Weimarer Republik
In der Weimarer Verfassung von 1919 wurde an drei Stellen von „Männern und Frauen“ gesprochen, vor allem in Art. 109: „Alle Deutschen sind vor dem Gesetze gleich. Männer und Frauen haben grundsätzlich dieselben staatsbürgerlichen Rechte und Pflichten.“ Der letzte Satz des Artikels lautete: „Kein Deutscher darf von einer ausländischen Regierung Titel oder Orden annehmen.“ Die maskuline Form kein Deutscher wurde im generischen Sinne gebraucht (geschlechterübergreifend), wie viele weitere maskuline Personenbezeichnungen im Verfassungstext, beispielsweise alle Staatsbürger, jeder Angehörige.

#### Nationalsozialismus
In der folgenden Zeit des Nationalsozialismus (1933–1945) wurden maskuline Formen in Gesetzestexten (der Richter, der Rechtsanwalt) wieder als Bezeichnungen nur für Männer interpretiert und Frauen beispielsweise die Ausübung juristischer Berufe durch Erlasse des Reichsministeriums der Justiz untersagt. Diese unterschiedliche Auslegung des Gesetzestextes rechtfertigte den Ausschluss von Frauen.

#### Bundesrepublik
Handbuch der Rechtsförmlichkeit
 Im Jahr 1991 stellte das Handbuch der Rechtsförmlichkeit, herausgegeben vom Bundesministerium der Justiz unter Klaus Kinkel (FDP), den Gebrauch des generischen Maskulinums in Frage:

„Die Vorschriftensprache wird kritisiert, weil die Häufung maskuliner Personenbezeichnungen den Eindruck erwecke, als würden Frauen übersehen oder nur ‚mitgemeint‘. Frauen müßten immer ausdrücklich erwähnt werden. Zur Lösung werden verschiedene Formulierungsweisen vorgeschlagen, die jedoch nur zum Teil sachgerecht sind:

[…] Wegen der Einheitlichkeit des Bundesrechts sollen Paarformeln generell nicht verwendet werden, auch wenn es im Einzelfall keine Schwierigkeiten bereiten würde.

[…] Maskuline Personenbezeichnungen können in gewissem Umfang vermieden und durch ebenso präzise Ausdrücke oder Beschreibungen ersetzt werden. An ihrer Stelle können zum Beispiel Partizipien und Adjektive in der geschlechtsindifferenten Pluralform (die Berechtigten, die Antragstellenden) oder Umschreibungen mit ‚Person‘ (‚eine andere Person‘ statt ‚ein anderer‘) verwendet werden. Welche Formulierung nach fachlichen und sprachlichen Gesichtspunkten zu wählen ist, läßt sich jeweils nur für die einzelne Vorschrift beurteilen.“

 2008 heißt es in der 3. Auflage des Handbuchs im Abschnitt Sprachliche Gleichbehandlung von Frauen und Männern, herkömmlich werde die grammatisch maskuline Form im verallgemeinernden Sinne verwendet (generisches Maskulinum). In Fällen, in denen das Geschlecht von Personen nicht bekannt oder für den jeweiligen Zusammenhang unwichtig sei, könne das gerechtfertigt sein. So können mit den Bezeichnungen der Eigentümer, der Verkäufer, der Mieter männliche und weibliche, aber auch juristische Personen gemeint sein (vergleiche Grammatische Übereinstimmung bei juristischen Personen). Aus dem Grundsatz der Gleichberechtigung von Männern und Frauen (Artikel 3 Absatz 2 des Grundgesetzes) folge, dass sich Vorschriften in der Regel in gleicher Weise an Männer und Frauen richten. Sprachliche Gleichbehandlung in Rechtsvorschriften habe zum Ziel, Frauen direkt anzusprechen und als gleichermaßen Betroffene sichtbar zu machen. Darunter dürfe aber die Verständlichkeit der Texte nicht leiden (vergleiche Umstrittener Gesetzentwurf 2020 mit generischem Femininum). Rechtsverbindliche Texte dürften keine Schrägstriche enthalten und müssten problemlos vorlesbar sein, was die Benutzung des Binnen-I ausschließe (Rn. 115). Das Handbuch empfiehlt ausdrücklich geschlechtsneutrale Personenbezeichnungen, kreative Umformulierungen (Rn. 117) und Paarformen (Rn. 114). Letztere sollten allerdings nicht zu häufig benutzt werden (Rn. 118). Spezifische Maskulina müssten ausdrücklich als Bezeichnungen für Männer gekennzeichnet werden (Rn. 120). Eine konkrete Empfehlung, vom bisherigen Gebrauch des generischen Maskulinums abzurücken, wird im Handbuch der Rechtsförmlichkeit nicht ausgesprochen.
Bereits 2005 nahm die Niedersächsische Gemeindeordnung diesen Geist des Handbuchs vorweg (§ 5a Absatz 7): „Die Bürgermeisterin oder der Bürgermeister hat die Gleichstellungsbeauftragte in allen Angelegenheiten, die ihren Aufgabenbereich berühren, rechtzeitig zu beteiligen und ihr die erforderlichen Auskünfte zu erteilen.“ Durch die Formulierung wurde unmissverständlich verdeutlicht, dass das Amt des Bürgermeisters von Frauen und Männern ausgeübt werden kann, das der Gleichstellungsbeauftragten aber nur von Frauen (siehe unten zu Niedersachsen).
 Justizvergütungs- und -entschädigungsgesetz 2004
2004 wurde das Justizvergütungs- und -entschädigungsgesetz (JVEG) geschlechtergerecht formuliert, sein Titel lautete: „Gesetz über die Vergütung von Sachverständigen, Dolmetscherinnen, Dolmetschern, Übersetzerinnen, Übersetzern sowie die Entschädigung von ehrenamtlichen Richterinnen, ehrenamtlichen Richtern, Zeuginnen, Zeugen und Dritten“.
 Straßenverkehrs-Ordnung 2013
2013 wurde die Straßenverkehrs-Ordnung (StVO) neben kleinen Anpassungen auch einem umfangreichen Gendern des Wortlauts unterzogen, bei dem geschlechtsneutrale Formulierungen und stellenweise Paarformen (Beidnennung) verwendet wurden.
 Entscheidung des Bundesgerichtshofs 2018
Im März 2018 entschied der Bundesgerichtshof (BGH) gegen die Frauenrechtlerin Marlies Krämer (VI ZR 143/17), dass die Verwendung des generischen Maskulinums in Vordrucken und Formularen – im Fall einer Sparkasse: „Kontoinhaber, Kunde“ – nicht gegen das Allgemeine Gleichbehandlungsgesetz (AGG) verstößt. Krämer verlangte von der örtlichen Sparkasse, in persönlichen Anschreiben als Kundin, Kontoinhaberin, Empfängerin angesprochen zu werden statt mit den grammatisch männlichen Wortformen Kunde, Kontoinhaber, Empfänger. Das oberste deutsche Zivilgericht verneinte eine Verpflichtung für Dienstleister, „gendergerecht“ zu formulieren, und wies die Klage ab. Die Formularsprache dürfe maskulin bleiben und Frauen erlitten aus Sicht des BGH keinen Nachteil, wenn sie in Vordrucken mit dem generischen Maskulinum angesprochen würden.
Die Sprachwissenschaftlerin Carolin Müller-Spitzer kritisierte die Urteilsbegründung des BGH: „Diese Auffassung steht allerdings im Widerspruch zu einer Vielzahl empirischer Studien, die sich u. a. mit der Frage beschäftigen, wie das generische Maskulinum verstanden wird.“ Die Präsidentin des Deutschen Juristinnenbundes, Maria Wersig, bedauerte die Entscheidung des BGH und erklärte, in Sachen geschlechtergerechter Sprache bleibe viel zu tun.
Marlies Krämer kündigte an, vor das Bundesverfassungsgericht und notfalls vor den Europäischen Gerichtshof zu ziehen. Im Juli 2020 wies das Bundesverfassungsgericht die Klage wegen eines Mangels bei der Antragsbegründung ab. Die mittlerweile 82-jährige Klägerin erklärte, nun vor den Europäischen Gerichtshof für Menschenrechte (EGMR) zu ziehen.

### Privatrecht
1980 wurde ins deutsche Bürgerliche Gesetzbuch (BGB) der Paragraf 611b aufgenommen, der für Stellenangebote keine geschlechtliche Einschränkung erlaubte und eine neutrale Ausschreibung vorschrieb (vergleichbar zu den Niederlanden 1980):
Seit 2006 wird diese Norm durch das Allgemeine Gleichbehandlungsgesetz (AGG) vorgegeben, so heißt es bereits in § 1: „Ziel des Gesetzes ist, Benachteiligungen aus Gründen […] des Geschlechts […] zu verhindern oder zu beseitigen.“ Bei Stellenausschreibungen sind aus Platzgründen meist die Kurzformen angebracht, etwa Lehrer/-in; alternativ wird zur generisch maskulinen Form ein Klammerzusatz empfohlen: Zerspanungsmechaniker (m/w) für „männlich/weiblich“. Verstöße gegen diese Norm können Schadensersatzansprüche begründen. Nach dem Urteil des Bundesverfassungsgerichts zur Einführung der dritten Geschlechtsoption „divers“ wird die angefügte Klammer erweitert: (m/w/d).

### Strafrecht
Das deutsche Strafgesetzbuch und andere Gesetzestexte verwenden generische Maskulinformen, sodass mit der männlichen Bezeichnung „Minister“ auch Ministerinnen und mit „Mörder“ auch Mörderinnen gemeint sind; Frauen sollen mit eingeschlossen sein. Bereits im Jahr 1989 merkte das Magazin Der Spiegel an: „Die ganze Rechtsordnung ist in Männersprache geschrieben.“ Eine Datenbankauswertung zu den Stichworten Wahlmänner, Obmänner, Ersatzmänner, Vertrauensmänner, Seemänner, Schiedsmänner, Kaufmänner habe 524 Fundstellen ergeben. Die Sprachwissenschaftlerin Ingrid Guentherodt, Pionierin der geschlechtergerechten Sprache, nannte als Beispiel der „Perversion einer frauenfeindlichen deutschen Rechtssprache“ den § 52 der Strafprozessordnung mit der Formulierung: „der Verlobte des Beschuldigten“. 2015 wurde der Paragraph ergänzt: „der Verlobte des Beschuldigten; der Ehegatte des Beschuldigten […]; der Lebenspartner des Beschuldigten“ (§ 52).

### Behördeninterne Weisungen

#### Bundesebene
1972 verfügte das deutsche Bundesministerium des Innern unter Hans-Dietrich Genscher (FDP), dass der Gebrauch der Verkleinerungsform Fräulein in Bundesbehörden zu unterlassen sei:
1987 wurde die interministerielle „Arbeitsgruppe Rechtssprache“ eingerichtet, nachdem die drei Bundestagsfraktionen CDU/CSU, SPD und Grüne in jeweils eigenen Anträgen die schwarz-gelbe Koalition unter Helmut Kohl aufgefordert hatten, die juristische Fachsprache auf geschlechtsbezogene Formulierungen zu überprüfen und in Gesetzestexten geschlechtsneutrale Personenbezeichnungen und Formulierungen zu verwenden.
1990 übergab die Arbeitsgruppe der Bundesregierung ihren Bericht Maskuline und feminine Personenbezeichnungen in der Rechtssprache, in dem sehr ausführlich auch der sprachwissenschaftliche Hintergrund des sogenannten „generischen Maskulinums“ und die daran vorgebrachte Kritik diskutiert wurde. Grundsätzlich gäbe es für „Maskulina zwei Verwendungsarten: einmal zur Bezeichnung von männlichen Personen, zum anderen zur sexusindifferenten Bezeichnung von Personen, deren Geschlecht nicht bekannt ist oder für den jeweiligen Zusammenhang unwichtig ist. […] Die Bedeutungsunschärfe maskuliner Personenbezeichnungen wird im konkreten Sprachgebrauch meist ausgeglichen durch den Textzusammenhang oder die Gebrauchssituation sowie die Wirklichkeitserfahrung und Sachkenntnis der Lesenden und Hörenden.“ Es folgten sehr detaillierte Ausführungen und Empfehlungen, wie die Verwendung von generischen Maskulinformen sich verringern lasse durch geschlechtsneutrale Formulierungen und stellenweise genutzte Paarformen (Beidnennung). Zur Vorschriftensprache wurde festgehalten: „Die Arbeitsgruppe befürwortet deshalb eine pragmatische Überprüfung der Vorschriftensprache, bei der je nach Sachverhalt, Regelungszusammenhang und Adressatenkreis bessere Formulierungen unter Vermeidung generischer Maskulina gesucht und verwendet werden“ (siehe oben die 1997er-Befragung zur sprachlichen Gleichbehandlung in Gesetzestexten).
 2000 veröffentlichte das Bundesverwaltungsamt das Merkblatt M 19 Sprachliche Gleichbehandlung von Frauen und Männern – Hinweise, Anwendungsmöglichkeiten und Beispiele, das aufzeigte, „welche Möglichkeiten der Personenbezeichnung die deutsche Sprache bietet, wenn maskuline Personenbezeichnungen als Oberbegriff für männliche und weibliche Personen vermieden werden sollen.“
 2001 beschloss die rot-grüne Regierung Schröder das Bundesgleichstellungsgesetz (BGleiG) für alle Dienststellen auf Bundesebene (seit den 1990ern haben alle 16 Bundesländer eigene Landesgleichstellungsgesetze). Das BGleiG nennt als Ziel: „Nach Maßgabe dieses Gesetzes werden Frauen gefördert, um bestehende Benachteiligungen abzubauen“, begleitet von sprachlicher Gleichbehandlung (§ 1; ab 2016 in § 4):
2005 erklärte das Bundesministerium für Familie, Senioren, Frauen und Jugend dazu in seiner „Checkliste“, dass die Benutzung des generischen Maskulinums „nicht akzeptabel“ sei, auch keine pauschalen Eingangsbemerkungen wie: „Zur besseren Lesbarkeit wird das generische Maskulinum verwendet“ (vergleichbar einer Gender-Fußnote). In seinem ersten Erfahrungsbericht zum Gleichstellungsgesetz erklärte das Ministerium 2006, es sei „erkennbar, dass nach wie vor Akzeptanzprobleme insbesondere bei der geforderten weitgehenden Vermeidung des generischen Maskulinums bestehen.“ Es müsse „zukünftig noch mehr als bisher darum gehen, die Beschäftigten vom Sinn gleichstellungsorientierter Formulierungen zu überzeugen“ mit akzeptanzfördernden Maßnahmen und beratender Unterstützung durch das Ministerium, begleitet von Rechtsförmlichkeitsprüfungen durch das Justizministerium.
 Seit 2011 steht in der Gemeinsamen Geschäftsordnung der Bundesministerien (GGO) in § 42 Gesetzesvorlagen der Bundesregierung: „Gesetzentwürfe müssen sprachlich richtig und möglichst für jedermann verständlich gefasst sein. Gesetzentwürfe sollen die Gleichstellung von Frauen und Männern sprachlich zum Ausdruck bringen.“
 Bundesfamilien- und Frauenministerium gegen Genderzeichen
Mitte September 2021 schickte die Bundesministerin für Familie, Senioren, Frauen und Jugend, Christine Lambrecht (SPD), eine „Arbeits- und Orientierungshilfe“ an die Bundesverwaltung inklusive Kanzleramt und Ministerien sowie an Bundesgerichte und Stiftungen des Öffentlichen Rechts des Bundes mit der Empfehlung, „Sonderzeichen als Wortbestandteile in der offiziellen Kommunikation nicht zu verwenden“ (keine Genderzeichen oder Binnen-I). Ausdrücklich empfohlen wird die Vermeidung des generischen Maskulinums, wenn auch eine weibliche Form existiere (Kunde / Kundin). Ausgenommen werden nur juristische oder abstrakte Personen wie „Arbeitgeber“. Ein „pragmatischer Umgang“ wird angeregt für zusammengesetzte Wörter (Komposita). Bevorzugt sollen geschlechtsneutrale Bezeichnungen verwendet werden; sollte das nicht möglich sein, dann Beidnennungen. Die Nennung von weiblicher und männlicher Form sei „grundsätzlich annehmbar“, weil der Anteil diversgeschlechtlicher Personen „sehr gering ist“.
Ein Jahr zuvor hatte Christine Lambrecht als Bundesjustizministerin einen Gesetzentwurf zum Firmen-Insolvenzrecht vorgelegt, der hunderte von Bezeichnungen im generischen Femininum enthielt (Geschäftsführerinnen, Inhaberinnen, Gläubigerinnen); er wurde kurzfristig umgeschrieben zum generischen Maskulinum (Details).
Siehe auch unten: Schweizerische Bundeskanzlei gegen Genderzeichen

#### Baden-Württemberg
1988 erschien zur Regierungszeit von Lothar Späth (CDU) vom Innenministerium Baden-Württembergs ein erster Erlass von Vorschriften, der einen Punkt zur sprachlichen Gleichbehandlung von Frauen und Männern in der Verwaltungssprache enthielt. 1993 wurde der Erlass zu Vorschriftenrichtlinien erweitert.
 2009 gab das Ministerium für Arbeit und Soziales Baden-Württemberg der schwarz-gelben Koalition unter Günther Oettinger (CDU) ein Merkblatt zur Verwendung einer geschlechtergerechten Rechts- und Amtssprache heraus, in dem neutrale Formulierungen und Paarformeln (Beidnennungen) als wichtigste Grundregeln ausgeführt wurden: „‚Generalklauseln‘, in denen ausgeführt wird, dass Frauen zwar mit gemeint sind, aus Gründen der Lesbarkeit eines Textes auf die weibliche Form jedoch verzichtet wird, sind nicht geschlechtergerecht und sollten daher nicht verwendet werden.“

#### Bayern
1992 gab die Bayerische Staatsregierung unter Max Streibl (CSU) Änderung der Organisationsrichtlinien bekannt, die unter anderem einen Passus zur Gleichbehandlung von Frauen und Männern in der Sprache enthielten.
Seit 2002 gelten in Bayern für staatliche Behörden die Vorgaben der „Organisationsrichtlinien“ der Bayerischen Staatskanzlei: Paarformen wie Schüler und Schülerinnen, geschlechtsneutrale Ausdrücke wie die Angestellten sowie Geschlechtsabstraktionen wie die Lehrerschaft oder das Kollegium. „Generische Maskulina sollen nur dann gebraucht werden, wenn gebräuchliche und verständliche Formulierungen nicht gefunden werden können oder die inhaltlichen Aussagen der Vorschriften unpräzise und unverständlich würden. […] Sparschreibungen (Arbeitnehmer/in, ArbeitnehmerInnen) sind unzulässig.“ Die grammatische Übereinstimmung von Personenbezeichnungen im Fall von juristischen Personen ist einzuhalten, Zitat: „z. B. die Gemeinde als Antragstellerin“ (vergleiche Grammatische Übereinstimmung bei juristischen Personen).
 2008 erklärt das Bayerische Staatsministerium des Innern in der Neuauflage seiner Broschüre Freundlich, korrekt und klar – Bürgernahe Sprache in der Verwaltung, dass Generalklauseln unzulänglich seien, die im Text oder als Fußnote erklären, dass sich alle maskulinen Personen- und Funktionsbezeichnungen in gleicher Weise auf Frauen und Männer beziehen sollen. Allgemein gelte: „Vermeiden Sie ‚männliche‘ Substantive. […] Verwenden Sie auch in Vorschriften und Normtexten diese ‚männlichen‘ Substantive nur bei feststehenden Rechtsbegriffen wie ‚der Geschädigte‘ oder ‚der gesetzliche Vertreter‘, oder wenn sonst die inhaltlichen Aussagen unpräzise und unverständlich würden, oder wenn Sie keine gebräuchlichen und verständlichen Formulierungen finden können.“ Empfohlen zur „sprachliche Gleichbehandlung in Rechts- und Verwaltungsvorschriften und im Schriftverkehr mit Privatpersonen“ werden geschlechtsspezifische Einzelformen, Paarformen, geschlechtsneutrale Ausdrücke und Geschlechtsabstraktionen wie das Gericht, die Lehrerschaft.
 Im Mai 2021 ergänzt das Staatsministerium des Innern, für Sport und Integration in der 3. Auflage der Broschüre zum Punkt Verschiedene Geschlechter:

„Verwenden Sie bitte keine Schrägstriche, Klammern, großes ‚Binnen-I‘ oder Sternchen. Formulierungen in Vorschriften und sonstigen Schriftstücken müssen so abgefasst sein, dass sie z. B. bei mündlichen Verhandlungen oder Beratungen zitierfähig sind und vorgelesen werden können.

Bei Normtexten sind solche Sparschreibungen ebenfalls unzulässig. Bei Stellenanzeigen, Berufsbezeichnungen und Formularen kann es allerdings notwendig sein, auf den Schrägstrich zurückzugreifen, um Platz zu sparen. In diesem Fall muss zusätzlich ein Ergänzungsstrich eingefügt werden (z. B. Lehrer/-in).“

Der bayerische Ministerpräsident Markus Söder kündigte im Dezember 2023 in seiner ersten Regierungserklärung der neuen Legislaturperiode an, in Bayern die Verwendung von Gendersonderzeichen an Schulen und in Behörden zukünftig zu verbieten. Die Umsetzung erfolgte Mitte März 2024 durch eine Änderung des § 22 Abs. 5 der Allgemeinen Geschäftsordnung für die Behörden des Freistaates Bayern (BayAGO).

#### Berlin
1987 erließ der Innensenator Wilhelm Kewenig (CDU) das Rundschreiben über die Gleichbehandlung von Frauen und Männern im Sprachgebrauch der Berliner Verwaltung; 1989 erneuerte sein Nachfolger Erich Pätzold (SPD) diese Regelung.
1990 schrieb die erste Version des Landesantidiskriminierungsgesetzes (LADG) für den Sprachgebrauch im öffentlichen Dienst und im Schuldienst die Verwendung geschlechtsneutraler Formen vor.
2011 wurde vom rot-roten Senat unter Klaus Wowereit die Gemeinsame Geschäftsordnung für die Berliner Verwaltung (GGO) angepasst; zur Gleichstellung von Frauen und Männern heißt es in § 2:
2012 begründet die Senatsverwaltung für Arbeit, Integration und Frauen in der dritten Auflage des Leitfadens für eine geschlechtergerechte Sprache in der Verwaltung die Ablehnung generischer Maskulinformen:

„Das traditionelle Mitgemeintsein von Frauen führt zu handfesten Benachteiligungen. Die Verwendung allein der männlichen Form wird daher dem Anspruch einer geschlechtergerechten Sprache nicht gerecht. Umgekehrt entfaltet die Umsetzung sprachlicher Gleichbehandlung von Frauen tatsächliche Wirkung in Bezug auf die Gleichberechtigung. […] Zugunsten der Klarheit und Lesbarkeit eines Textes sollte vorrangig eine neutrale Formulierung verwendet werden. Ist dies nicht möglich, sollen Paarformulierungen gewählt werden.“

#### Brandenburg
1993 erließ das Ministerium der Justiz in seinen Empfehlungen zur einheitlichen rechtsförmlichen Gestaltung von Gesetzen und Rechtsverordnungen auch einen Passus zur sprachlichen Gleichbehandlung von Frauen und Männern.
1994 beschloss die rot-grün-gelbe Koalition unter Manfred Stolpe das Landesgleichstellungsgesetz (LGG); in § 13 Sprache ist keine Verwendung generischer Maskulinformen vorgesehen:

#### Bremen
1985 gab der Senat der Freien Hansestadt Bremen unter Hans Koschnick (SPD) den Runderlass zur Gleichbehandlung von Frauen und Männern in Vordrucken heraus, in dem der generische Gebrauch männlicher Formen von Personenbezeichnungen für unerwünscht erklärt wurde:
Der Grundsatz der Gleichbehandlung von Frauen und Männern sei inhaltlich und sprachlich zu beachten.
1989 wurde ergänzt, dass geschlechtergerechte Sprache nicht nur in Vordrucken, sondern in allen Veröffentlichungen verwendet werden solle.
2006 bekräftigte der Senat anlässlich einer Anfrage „Geschlechtergerechte Amtssprache“:

„Für den Senat ist die Gleichstellung von Frauen und Männern unter Beachtung des Gender Mainstreaming durchgängiges Leitprinzip und wird in allen Bereichen gefördert; dies gilt auch für die Sprache der bremischen Verwaltung.“

2015 überarbeitete die Stadtverwaltung Bremerhaven ihre Verfassung und formulierte sie geschlechtergerecht.
Ende 2020 gab Bremens Verwaltung einen Sprachleitfaden heraus, der auch die Schreibweise mit Gender-Doppelpunkt erlaubt (Bürger:innen, Bremer:innen). Auch offizielle Schulschreiben können ihn als geschlechtersensible Form nutzen – der Umgang mit Genderzeichen in Unterricht und Schulalltag bleibt den Schulleitungen freigestellt (vergleiche Regelungen zu Genderzeichen an Schulen).

#### Hamburg
1995 beschloss der Senat der Freien und Hansestadt Hamburg unter Henning Voscherau (SPD) die Grundsätze zur Gleichbehandlung von Frauen und Männern in der Rechts- und Verwaltungssprache:
Mitte 2021 erlaubt Hamburgs Verwaltung allen Behörden „gendergerechte Sprache“ zu verwenden, auch Schreibweisen mit Doppelpunkt oder Sternchen sind erlaubt. Diese Sprachregelung gilt allerdings nicht für Erlasse oder Änderungen von Rechts- und Verwaltungsvorschriften.

#### Hessen
1984 gab der hessische Ministerpräsident Holger Börner (SPD) den gemeinsamen Runderlass Gleichbehandlung von Frauen und Männern in Vordrucken bekannt, der das Vermeiden generischer Maskulinformen zum Ziel hatte:
Im Text selbst sollen die Bürgerinnen und Bürger – soweit möglich und zweckmäßig – persönlich angesprochen werden. Ist dies nicht möglich, so soll entweder eine neutrale Form verwendet werden (z. B. Lehrkraft) oder die weiblich und männliche Form aufgeführt werden (Lehrerinnen und Lehrer, Antragstellerin/Antragsteller). […]

1986 beschloss Hessens Landtag nach einer Sachverständigenanhörung eindeutige Formulierungsvorgaben für künftige Gesetzgebung und für Organ- und Behördenbezeichnungen:

„Der Landtag wird bei allen künftig zu verabschiedenden Gesetzen dafür Sorge tragen, daß der Grundsatz der Gleichbehandlung von Frauen und Männern beachtet wird. Im Gesetzestext sollen grundsätzlich die weibliche und männliche Form einer Personenbezeichnung aufgeführt werden. […]

Die Landesregierung wird aufgefordert, bei künftigen eigenen Gesetzentwürfen ebenso zu verfahren.“

1992 erklärte das hessische Justizministerium der rot-grünen Landesregierung von Hans Eichel in den Richtlinien zur Gleichbehandlung von Frauen und Männern in der Vorschriftensprache:
1. Rechts- und Verwaltungsvorschriften sollen so gefasst werden, dass grundsätzlich eine geschlechtsneutrale oder die feminine und maskuline Form einer Personenbezeichnung verwendet wird. Soweit zur Bezeichnung natürlicher Personen geschlechtsneutrale Formulierungen nicht zur Verfügung stehen, soll an die Stelle des verallgemeinernden Maskulinums die Benennung beider Geschlechter treten. Soll im Regelungsbereich die Aufgabenwahrnehmung auch durch Frauen betont werden, ist die Benennung beider Geschlechter vorzusehen. […][62]

1993 setzte das Hessische Ministerium für Soziales und Integration das Hessische Gleichberechtigungsgesetz (HGIG) in Kraft, das in § 1 als Ziele des Gesetzes in Absatz 2 festlegte:
2016 erläuterte das Sozialministerium den Paragraphen:

„Abs. 2 bezieht sich auf die Amts- und Rechtssprache, die traditionell durch maskuline Personenbezeichnungen geprägt ist und in der Frauen nur ‚mitgemeint‘ sind. Auch wenn die redaktionellen Richtlinien für die Gestaltung von Rechtsvorschriften bereits jetzt vorsehen, dass Vorschriften so gefasst werden sollen, dass grundsätzlich eine geschlechtsneutrale oder die feminine und maskuline Form einer Personenbezeichnung verwendet wird, wird die geschlechtergerechte Ausdrucksform in der Vorschriftensprache und im dienstlichen Schriftverkehr noch nicht flächendeckend praktiziert. § 1 Abs. 2 soll die geschlechtergerechte Ausdrucksform weiter in der Amts- und Rechtssprache verankern.“

Im April 2024 verbot Hessen Schülern, beim Abitur auf Sonderzeichen wie Sternchen, Doppelpunkt oder Unterstrich zurückzugreifen. Der Gebrauch von Genderzeichen wird seitdem als Rechtschreibfehler gewertet und kann zu einer Verschlechterung der Note führen.

#### Mecklenburg-Vorpommern
2009 gab die Parlamentarische Staatssekretärin für Frauen und Gleichstellung (Margret Seemann, SPD) den Leitfaden für die sprachliche Gleichbehandlung von Frauen und Männern in der Amts- und Rechtssprache heraus, in dem die Gebrauchsgewohnheit generischer Maskulinformen kritisiert und größtenteils ersetzt wurde durch geschlechtsneutrale Formulierungen und möglichst wenig Paarformen (Beidnennungen). Ministerpräsident Erwin Sellering (SPD) schrieb in seinem Grußwort:

„Liebe Leserinnen, liebe Leser, die Förderung der tatsächlichen Gleichstellung von Frauen und Männern ist nach Artikel 13 unserer Landesverfassung Staatsziel und Aufgabe der öffentlichen Verwaltung. […] Tatsächliche Gleichstellung beginnt im Kleinen. Zum Beispiel mit einer Sprache, die Männern und Frauen gleichermaßen gerecht wird. Bezogen auf die Landesregierung bedeutet dies, dass sich die Gleichstellung von Frauen und Männern auch in der Rechts- und Amtssprache widerspiegeln muss.“

2016 erließ die Landesregierung von Mecklenburg-Vorpommern der rot-schwarzen Koalition unter Sellering das Gleichstellungsgesetz (GlG M-V), in dem in § 4 Allgemeine Pflichten erstmals zur Sprache festgelegt wird:

#### Niedersachsen
1989 wurde das von der Landesregierung unter Ernst Albrecht (CDU) eingebrachte Gesetz zur Förderung der Gleichstellung der Frau in der Rechts- und Verwaltungssprache vom Niedersächsischen Landtag beschlossen:
In Rechts- und Verwaltungsvorschriften des Landes sowie der seiner Aufsicht unterstehenden Körperschaften, Anstalten und Stiftungen des öffentlichen Rechts sind Bezeichnungen so zu wählen, daß sie Frauen nicht diskriminieren, sondern dem Grundsatz der Gleichberechtigung (Artikel 3 Abs. 2 des Grundgesetzes) entsprechen.

§ 2

Sind in Rechts- und Verwaltungsvorschriften Bezeichnungen, die für Frauen und Männer gelten, nur in männlicher Sprachform enthalten, so ist im amtlichen Sprachgebrauch im Einzelfall die jeweils zutreffende weibliche oder männliche Sprachform zu verwenden.

§ 3

1991 beschloss das Niedersächsische Ministerium für Soziales, Frauen, Familie, Gesundheit und Integration von Walter Hiller (SPD) die Grundsätze für die Gleichbehandlung von Frauen und Männern in der Rechtssprache, die neben Beidnennungen auch geschlechtsneutrale Personenbezeichnungen, substantivierte Partizipien und Adjektive als Personenbezeichnung, Passivkonstruktionen und weitere Möglichkeiten empfehlen:
Die weibliche Bezeichnung wird der männlichen vorangestellt. Beispiel: die Studentin oder der Student […].

#### Nordrhein-Westfalen
1990 erschien von der SPD-Landesregierung und dem Ministerium für Gleichstellung von Frau und Mann Frauen in Rechts- und Amtssprache: Ein Leitfaden für geschlechtergerechte Formulierungen.
1993 gab das NRW-Justizministerium in Abstimmung mit allen Landesministerien und Ministerpräsident Johannes Rau den Erlass Gleichstellung von Frau und Mann in der Rechts- und Amtssprache heraus, in dessen Anhang die Verwendung geschlechtergerechter Sprache vorgegeben und mit Beispielen erläutert wird; der verallgemeinernde Gebrauch von männlichen Bezeichnungen für alle Geschlechter wird für unangemessen gehalten:
– geschlechtsneutralen Umformulierungen

– Paarformeln

 1999 setzte die rot-grüne Koalition unter Wolfgang Clement das Landesgleichstellungsgesetz (LGG) in Kraft, das geschlechtergerechte Sprache für den öffentlichen Dienst vorschreibt (§ 4 Sprache):
 2008 veröffentlicht das Justizministerium die Broschüre Gleichstellung von Frau und Mann in der Rechtssprache: Hinweise, Anwendungsmöglichkeiten und Beispiele, in der geschlechtsneutrale Formulierungen ausführlich erläutert werden, aber auch die im Einzelfall benötigten generischen maskulinen Personenbezeichnung in Verbindung mit einer „Gleichstellungsklausel“: „Soweit personenbezogene Bezeichnungen im Maskulinum stehen, wird diese Form verallgemeinernd verwendet und bezieht sich auf beide Geschlechter.“

#### Rheinland-Pfalz
1993 machte die interministerielle Arbeitsgruppe „Geschlechtsgerechte Sprache“ des Landes Rheinland-Pfalz Vorschläge und Anregungen für eine geschlechtsgerechte Amts- und Rechtssprache.
1995 wurde unter der sozialliberalen Landesregierung von Rudolf Scharping von den drei Ministerien für Kultur, Jugend, Familie und Frauen und Inneres und Sport und Justiz die Verwaltungsvorschrift Geschlechtsgerechte Amts- und Rechtssprache erlassen, um den Gebrauch generischer Maskulinformen zu vermeiden:
2019 aktualisierte das Ministerium für Familie, Frauen, Jugend, Integration und Verbraucherschutz seine Handreichung „Geschlechtergerechte Sprache“ und erklärte: „Seit dem 22. Dezember 2018 ist es begründungsbedürftig, das 3. Geschlecht nicht einzubeziehen und zu benennen. Dies muss sich insbesondere in einer Sprache zeigen, die dieser Personengruppe Sichtbarkeit und Würdigung verleiht. Denn die Sprache ist der Spiegel des Alltags und gleichzeitig wird der Alltag auch von der Sprache geprägt.“ Dann wird die Verwendung von Unterstrich (Gender-Gap) und Genderstern erläutert, allerdings nur für Texte außerhalb des Geltungsbereichs der Geschlechtsgerechten Amts-und Rechtssprache.

#### Saarland
1986 gab die saarländische Landesregierung unter Oskar Lafontaine (damals SPD) den Erlaß der Regierung des Saarlandes über die Gleichbehandlung von Frauen und Männern in amtlichen Verlautbarungen heraus, in dem es heißt:
1990 erschien dazu vom saarländischen Ministerium für Frauen, Arbeit, Gesundheit und Soziales der Leitfaden Zur Gleichbehandlung von Frauen und Männern in der Amtssprache mit Empfehlungen und Beispielen für geschlechtergerechte Formulierungen. Im Geleitwort zur 3. Auflage 1992 schrieb Ministerin Christiane Krajewski (SPD): Die Broschüre „will allen, die mit Rechts- und Verwaltungssprache umgehen, mit konkreten Tips dabei helfen, aus männlich-traditionellem Amtsdeutsch eine frauen- wie männergerechte, eine menschengerechte Amtssprache zu entwickeln.“

#### Sachsen
1994 erließ die Sächsische Staatsregierung unter Kurt Biedenkopf (CDU) das Sächsische Frauenförderungsgesetz (SächsFFG), in dem nur zu Stellenangeboten sprachliche Vorgaben gemacht werden:
Mitte 2020 setzte die schwarz-grün-rote Staatsregierung unter Michael Kretschmer (CDU) eine Vereinbarung aus ihrem Koalitionsvertrag um und kündigte an, in zukünftigen Gesetzen und Rechtsverordnungen nicht mehr generische Maskulinformen zu verwenden: „Künftig sollen Frauen und Männer in Gesetzen gleichberechtigt sichtbar werden“. Justiz- und Gleichstellungsministerin Katja Meier (Bündnis 90/Die Grünen) erklärte: „Die Sprache unserer Gesetze ist immer noch von einer Zeit geprägt, in der Frauen und Männer nicht dieselben Rechte hatten. Es ist mir deshalb ein besonderes Anliegen, dass die Gleichberechtigung von Frau und Mann endlich auch sprachlich zum Ausdruck kommt.“
Im August 2021 schickte das Sächsische Staatsministerium für Kultus (Christian Piwarz, CDU) ein offizielles Schreiben an die Schulleitungen des Landes:

„Die Verwendung von Sonderzeichen, wie Gender-Stern, Gender-Doppelpunkt, Gender-Unterstrich oder Doppelpunkt im Wortinneren, erfüllt weder die Kriterien für eine gendergerechte Schreibung noch entspricht sie den aktuellen Festlegungen des Amtlichen Regelwerks, welches die Grundlage für die deutsche Rechtschreibung bildet und somit auch für die Schulen gilt. Diese Zeichen sind daher im Bereich der Schule und in offiziellen Schreiben von Schulen nicht zu verwenden. Für die normgerechte Umsetzung einer geschlechtergerechten Schreibweise sollen folgende Möglichkeiten zur Anwendung kommen: geschlechtsbezogene Paarformen (z. B. Schülerinnen und Schüler), geschlechtsneutrale Formulierungen (z. B. Lehrkräfte, Personal, Jugendliche), Passivformen und Umschreibungen.“

#### Sachsen-Anhalt
1997 erließ die Landesregierung der rot-grünen Koalition von Reinhard Höppner das Frauenfördergesetz (FrFG), in dem keine sprachlichen Vorgaben gemacht wurden. Zu Stellenangeboten heißt es aber in § 3:
Das Gesetz war durchgehend geschlechtergerecht formuliert, beispielsweise in § 17 Ehrenamtliche Gleichstellungsbeauftragte (im Plural geschlechtsneutral): „Bei den Dienststellen und Einrichtungen nach § 2 mit mindestens fünf weiblichen Beschäftigten wird eine ehrenamtliche Gleichstellungsbeauftragte oder ein ehrenamtlicher Gleichstellungsbeauftragter sowie deren Stellvertreterin oder Stellvertreter von den weiblichen Beschäftigten gewählt.“ Zur Fort- und Weiterbildung heißt es in § 7: „Dies gilt vor allem […] für die Lehrerinnen- und Lehrerfortbildung.“

#### Schleswig-Holstein
1990 beschloss die Landesregierung von Schleswig-Holstein unter Björn Engholm (SPD) Grundsätze für die Gleichbehandlung von Frauen und Männern in der Rechtssprache aller Landesbehörden, die in der Bekanntmachung des schleswig-holsteinischen Innenministers Hans Peter Bull erläutert wurden:
1991 veröffentlichte das Ministerium für Justiz, Frauen, Jugend und Familie des Landes Schleswig-Holstein einen Leitfaden zur geschlechtergerechten Formulierung, der im Jahr 2000 zusammen mit der Sprachwissenschaftlerin Friederike Braun zur Broschüre Mehr Frauen in die Sprache aufgearbeitet wurde. Der Grundsatz lautete, „auf die traditionelle rein maskuline Bezeichnung von Personen zu verzichten.“
Mitte 2020 verteidigte Innenministerin Sabine Sütterlin-Waack (CDU) diese Regelungen gegen Rückschritte: Aus gleichstellungspolitischer Sicht bedeute geschlechtergerechtes Formulieren, Frauen in der Sprache sichtbar und hörbar zu machen. In allen Texten sollte, wenn Frauen gemeint seien oder sein könnten, das auch explizit ausgedrückt werden, anstatt Frauen nur mitzumeinen oder hinzuzudenken.
 Am 9. September 2021 erklärte das Ministerium und die Ministerin für Bildung, Wissenschaft und Kultur des Landes Schleswig-Holstein in einem Rundschreiben an die Lehrkräfte und Schulleiter durch Alexander Kraft, dem Leiter für die Abteilung für Schulaufsicht und -gestaltung, am weiterhin gültigen Erlass des Ministeriums für Bildung und Frauen vom 18. April 2006 zur Umsetzung der Amtlichen Regelung der deutschen Rechtschreibung an den Schulen in Schleswig-Holstein sei festzuhalten; die Nutzung der geschlechtergerechten Sprache mittels Sonderzeichen ist somit unzulässig und im Unterricht sowie Klausuren untersagt. Zur geschlechtergerechten Schreibung werden weiterhin Beidnennung und geschlechtsneutrale Formulierungen empfohlen (vergleiche Regelungen zu Genderzeichen an Schulen). Das Ministerium betont aber, dass die Nutzung dann zulässig ist, wenn der Rat für die deutsche Rechtschreibung, als Entscheidungsinstanz für Rechtschreibung, dies zulassen würde.

#### Thüringen
1998 erließ Thüringen als letztes Bundesland ein Landesgleichstellungsgesetz, aber ohne Anweisungen zur Sprache.
2013 novellierte die Thüringer Landesregierung unter Christine Lieberknecht (CDU) das Thüringer Gleichstellungsgesetz, in dem nun § 28 Sprache anweist:
2016 veröffentlichte die Landes-Gleichstellungsbeauftragte den Leitfaden Empfehlungen für gendersensible Sprache, in dem von der Verwendung generischer Maskulinformen abgeraten wurde:

„Gendersensible Sprache trägt auch zur Eindeutigkeit und zur Vermeidung von Missverständnissen bei. Generische Maskulina sind einerseits scheinbar neutral und andererseits zugleich männlich assoziiert. Im Ergebnis ist dann häufig unklar, ob es sich um eine generische oder eine spezifische Personenbezeichnung handelt.“

## Österreich
1987 gab es in Österreich erstmals sprachwissenschaftliche Empfehlungen zur sprachlichen Gleichbehandlung von Frauen und Männern, erstellt von Ruth Wodak, Gert Feistritzer, Sylvia Moosmüller und Ursula Doleschal und herausgegeben vom Bundesministerium für Arbeit und Soziales. Der Leitfaden machte Vorschläge zu Berufsbezeichnungen, Titeln, Anredeformen, Funktionsbezeichnungen und Stellenausschreibungen im öffentlichen Bereich.
1990 enthielt das Handbuch der Rechtssetzungstechnik – Legistische Richtlinien, herausgegeben vom Bundeskanzleramt, als allgemeine Leitlinie, Frauen und Männer gleichermaßen anzusprechen (Paarformen). Geschlechtsneutral sollten alle Organ, Funktions- und Typenbezeichnungen sowie Rechtsvorschriften über personenstandsrelevante Angelegenheiten formuliert werden.
1997 wurde das Bundes-Verfassungsgesetz (B-VG) in Artikel 7 erweitert um geschlechtsbezogene Benennungen: „Amtsbezeichnungen können in der Form verwendet werden, die das Geschlecht des Amtsinhabers oder der Amtsinhaberin zum Ausdruck bringen. Gleiches gilt für Titel.“
Zwischen 2000 und 2002 beschloss die schwarz-blaue Bundesregierung unter Wolfgang Schüssel (ÖVP) drei Ministervorträge, wonach im Sinne des Gender-Mainstreamings einem geschlechtergerechten Sprachgebrauch in sämtlichen Ressorts besonderes Augenmerk zu schenken sei. Begründet wurde dies mit einer Verpflichtung, die sich 1997 durch die Ratifizierung des Amsterdamer Vertrags der Europäischen Union ergab. Dieser EU-Vertrag erklärt die Förderung der Gleichstellung der Geschlechter beziehungsweise der Beseitigung von Ungleichheiten zwischen Frauen und Männern zum Ziel der Gemeinschaft; dabei komme der sprachlichen Gleichbehandlung besondere Bedeutung zu.
2001 verpflichtete ein Ministerratsbeschluss zum geschlechtergerechten Sprachgebrauch alle Bundesministerien und ihre Ressorts, weitestgehend beide Geschlechter sprachlich zum Ausdruck kommen zu lassen.
 2002 gab das Bundesministerium für Bildung, Wissenschaft und Kultur (bm:bwk) einen Leitfaden für geschlechtergerechtes Formulieren heraus und erklärte dazu in einem Rundschreiben, generische Maskulinformen seien zu vermeiden:

„Die Verwendung eines geschlechtergerechten Sprachgebrauches ist eine wichtige Grundlage zur Umsetzung des Gender Mainstreaming.

Konkret bedeutet dies ein Abgehen von der Verwendung männlicher Sprachformen, in denen weibliche Personen lediglich ‚mitgemeint‘ werden. Weiters sind so genannte ‚Generalklauseln‘, d. i. die Formulierung zu Beginn eines Textes, dass die gewählten personenbezogenen Bezeichnungen für beide Geschlechter gelten, in Hinkunft zu unterlassen. Stattdessen sind Frauen ebenso wie Männer sprachlich sichtbar zu machen oder aber geschlechtsneutrale Formulierungen zu verwenden.

Dies betrifft das geschlechtergerechte Formulieren von sämtlichen Rechtstexten und Verwaltungstexten ebenso wie die Erstellung von allgemeinen Schriftstücken, von Briefen, die Formulierung von Anreden, Adressen und die Führung von Personenverzeichnissen, die Erstellung von Formularen, Ausweisen, Diplomen, Zeugnissen oder die Abfassung von Berichten, Publikationen usw., somit den gesamten Bereich des Schrifttums im Bereich des BMBWK. Ebenso vom Grundsatz der sprachlichen Gleichbehandlung betroffen ist der gesamte Bereich der Begutachtung von Unterrichtsmitteln (Schulbücher, audiovisuelle Unterrichtsmittel, automatisationsgestützte Datenträger, usw.).“

 2003 wurde die Aufzählung in Artikel 7 des Bundes-Verfassungsgesetzes ergänzt um akademische Grade und Berufsbezeichnungen:
2010 empfahl das Ministerium (bm:ukk) von Claudia Schmied (SPÖ) auf diesen Grundlagen für den Unterricht in der Unterstufe die explizite Nennung der weiblichen und männlichen Form (vollständige Paarform), während in der Oberstufe auch „Sparschreibungen“ (Abkürzungen mit Binnen-I oder Schrägstrich) thematisiert werden sollen. Die Beschäftigung mit Sparschreibungen wurde mit der häufigen Verwendung in Texten begründet.
2018 erschien vom Ministerium die Broschüre Geschlechtergerechte Sprache: Leitfaden im Wirkungsbereich des BMBWF mit praktischen Formulierungsbeispielen zur Beidnennung und Neutralisierung: „Obwohl Frauen als aktiver Teil der Gesellschaft Verantwortung tragen, sind sie in der Sprache hingegen oftmals unsichtbar. Eine fortgesetzte Verwendung von ausschließlich männlichen Formen ignoriert diese Realität und schafft ein Ungleichgewicht.“ Das Bundeskanzleramt bietet auf seiner Website eine Übersicht Sprachliche Gleichbehandlung von Frauen und Männern und merkt an: „Sprache ist nicht nur Kommunikationsmittel, sondern vermittelt auch unsere Weltanschauungen und trägt zur Bildung der sozialen und psychischen Identität bei. Zwischen Denkweisen und Sprachverhalten bestehen enge Wechselwirkungen. Unsere Vorstellungen fließen in unsere sprachlichen Äußerungen ein, die verwendeten Sprachformen beeinflussen wiederum unser Denken. In diesem Zusammenhang steht die berechtigte Forderung nach sprachlicher Gleichbehandlung von Frauen und Männern.“

## Schweiz
Im Bereich der Schweizer Rechtsgeschichte gab es eine Vielzahl von Auseinandersetzungen um die Interpretation der maskulinen Formen von Personenbezeichnungen.

### Frauenstimmrecht
Bereits Ende der 1920er-Jahre wurde versucht, das schweizerische Frauenstimmrecht durch Interpretation des Wortes «Stimmbürger» im Sinne des generischen Maskulinums durchzusetzen, aber diese verallgemeinernde Bedeutung wurde abgelehnt mit der rein geschlechtsspezifischen Auslegung des Wortes:

«Wenn man nun behauptet, dass der Begriff auch die Schweizer Frauen in sich schliessen sollte, so überschreitet man die Grenzen der zulässigen Interpretation und begeht damit einen Akt, der dem Sinne der Verfassung widerspricht […] Die Beschränkung des Stimmrechts auf die männlichen Schweizer Bürger ist ein fundamentaler Grundsatz des eidgenössischen öffentlichen Rechts.»

Bis 1971 wurde den Schweizerinnen das Wahlrecht vorenthalten – laut der Historikerin Ursa Krattiger mit dem Argument, dass im Gesetz von «Schweizern» die Rede war, nicht aber von «Schweizerinnen». Seit 1971 werden Frauen in der Verfassung explizit genannt.

### Gleichstellung
1981 wurde der Grundsatz der Gleichstellung von Frau und Mann in die Schweizer Bundesverfassung aufgenommen. In der Folge gab es mehrere parlamentarische Vorstöße, um die Gleichstellung auch in der Sprache zu verwirklichen.
1986 griff der Bundesrat diese Anliegen auf und kriktisierte in seinem Bericht zum Rechtsetzungsprogramm Gleiche Rechte für Mann und Frau die bisherige Verwendung rein maskuliner Personenbezeichnungen:

«Geschlechtsspezifische Begriffe in der Gesetzgebung tragen dazu bei, dass Männer und Frauen wenn nicht rechtlich, so doch faktisch auf je bestimmte Verhaltensweisen festgelegt werden. […] Aus diesen Gründen erscheint es angezeigt, all jene Erlasse, die für Männer und Frauen in gleicher Weise gelten, wenn möglich so zu fassen, dass die Geschlechter auch in sprachlicher Hinsicht gleichbehandelt werden.»

1988 wurde das Berufsverzeichnis der Bundesverwaltung (AS 1989, 684) geschlechtergerecht revidiert: Neben männliche Personenbezeichnungen wurden weibliche gestellt, auch für Berufe, die bisher nicht von Frauen ausgeübt wurden. Stelleninserate hatten sich ab diesem Zeitpunkt ausdrücklich an beide Geschlechter zu richten. Außerdem wurde eine interdepartementale Arbeitsgruppe eingerichtet, um geschlechtergerechte Formulierungen sprachwissenschaftlich zu klären und Vorschläge für eine Verwaltungs- und Gesetzessprache auszuarbeiten.

### Geschlechtergerechte Sprache
1991 veröffentlichte die Arbeitsgruppe ihren Bericht Sprachliche Gleichbehandlung von Frau und Mann in der Gesetzes- und Verwaltungssprache und empfahl, geschlechtergerechte Formulierungen über eine kreative Kombination der verschiedenen zur Verfügung stehenden Mittel zu erreichen (Paarformen sowie geschlechtsneutrale und geschlechtsabstrakte Ausdrücke); das Binnen-I sei nicht zu verwenden.
1993 beschloss der Bundesrat auf Vorschlag des Parlaments, die Grundsätze der sprachlichen Gleichbehandlung in den drei Amtssprachen (Deutsch, Französisch, Italienisch) in der Verwaltung umzusetzen.
1996 veröffentlichte die Bundeskanzlei den verbindlichen Leitfaden zur sprachlichen Gleichbehandlung als Hilfsmittel und Instrument für die geschlechtergerechte Formulierung der deutschsprachigen amtlichen Texte des Bundes; im Jahr zuvor hatte der Bundesrat den umfangreichen Leitfaden zur Kenntnis genommen.
 2007 wurde die sprachliche Gleichbehandlung im Sprachengesetz (SpG) rechtlich verankert (Art. 7):
2010 erfolgte auf der Grundlage des Sprachengesetzes eine Präzisierung in der Sprachenverordnung (SpV), Art. 2, Abs. 1:
 2009 überarbeitete die Bundeskanzlei in Zusammenarbeit mit der Zürcher Hochschule für Angewandte Wissenschaften (ZHAW) den deutschsprachigen Leitfaden sehr ausführlich unter dem Titel Geschlechtergerechte Sprache (192 Seiten) und bezeichnete das generische Maskulinum und «Texte, in denen es keine Symmetrie zwischen Frau und Mann gibt», als grundsätzlich «nicht geschlechtergerecht formuliert» – auch nicht, wenn mit einer sogenannten «Generalklausel» oder «Legaldefinition» am Anfang des Textes definiert wird, die männliche Form solle auch für Frauen gelten. Es wird empfohlen, je nach Kontext eine angemessene Lösung in geschlechtsneutraler oder Paarform zu finden. In knappen Textpassagen und Tabellen darf als Kurzform eine Bezeichnung mit Schrägstrich wie Bürger/innen verwendet werden (ohne Ergänzungsbindestrich). Nicht zugelassen ist weiterhin das Binnen-I (BürgerInnen). Dieser Sprachleitfaden von 2009 ist unverändert gültig und wird häufig in deutschsprachigen Leitfäden als Referenz angegeben.

### Bundeskanzlei gegen Genderzeichen
Im Juni 2021 erließ die Bundeskanzlei eine Weisung, in der sie Sternchen, Doppelpunkt, Unterstrich und Mediopunkt für deutschsprachige Texte der Bundesverwaltung ablehnt (die Genderzeichen waren auch nicht Teil des bisherigen Leitfadens):

„Die Bundeskanzlei ist sich bewusst, dass Menschen, die vom herkömmlichen binären Geschlechtermodell nicht erfasst werden, auch in einer Sprache, die ebenfalls nur zwei Geschlechter kennt, nicht gleich repräsentiert sind wie Frauen und Männer. Die Bundeskanzlei anerkennt deshalb auch das Anliegen, das hinter dem Genderstern und ähnlichen neueren Schreibweisen zur Gendermarkierung steht: eine Sprache zu verwenden, die möglichst alle Menschen einbezieht und niemanden ausschliesst. Aus Sicht der Bundeskanzlei sind typografische Mittel wie der Genderstern, Genderdoppelpunkt, der Gender-Gap und Gender-Mediopunkt aber nicht geeignet, diesem Anliegen gerecht zu werden: Zum einen leisten sie nicht, was sie leisten sollten, und zum andern verursachen sie eine ganze Reihe von sprachlichen Problemen. Ausserdem sprechen auch sprachpolitische und rechtliche Gründe gegen die Verwendung dieser Mittel.

In den Texten des Bundes werden der Genderstern und ähnliche Schreibweisen deshalb nicht verwendet. Stattdessen kommen je nach Situation Paarformen (Bürgerinnen und Bürger), geschlechtsabstrakte Formen (versicherte Person), geschlechtsneutrale Formen (Versicherte) oder Umschreibungen ohne Personenbezug zum Einsatz. Das generische Maskulin (Bürger) ist nicht zulässig. Für die Bundeskanzlei steht dabei ausser Frage, dass auch dort, wo in Texten des Bundes Paarformen (Bürgerinnen und Bürger) verwendet werden, alle Geschlechtsidentitäten gemeint sind. Die deutsche Sprache hat bislang keine Mittel herausgebildet, die es erlauben würden, auch Geschlechtsidentitäten ausserhalb des binären Modells in solchen Formulierungen ausdrücklich zu erwähnen. Dennoch versteht die Bundeskanzlei Paarformen als sprachliche Klammern, die Diversität markieren und alle miteinschliessen sollen.“

Dieser Ablehnung von Genderzeichen und Binnen-I schlossen sich in der Folgezeit die Verwaltungen der Kantone Aargau, St. Gallen, Schaffhausen und Basel-Landschaft an; Thurgau lehnt darüber hinaus jegliche Paarverkürzung ab, selbst mit Schrägstrich (Lehrer/-in). Demgegenüber erlaubt der Kanton Basel-Stadt alle Genderzeichen, Bern und Zürich als einzige Stadtverwaltungen den Genderstern (seit Januar und Juni 2022). Im März 2022 aktualisierte der Kanton Luzern seinen Leitfaden zur sprachlichen Gleichbehandlung der Geschlechter, ohne Genderzeichen aufzuführen; auch hier wird sich ausdrücklich auf die Weisung der Bundeskanzlei bezogen.
Siehe auch oben: Deutsches Bundesfamilienministerium gegen Genderzeichen

## Liechtenstein
1984 wurde im Fürstentum Liechtenstein das Stimm- und Wahlrecht für Frauen eingeführt, 1992 folgte die Verankerung der Gleichberechtigung der Geschlechter in der Verfassung (LGBl. 1992 Nr. 81); 1996 wurde das staatliche Gleichstellungsbüro eingerichtet, 1999 wurde das Gesetz zur rechtlichen Gleichstellung von Frau und Mann verabschiedet (LGBl. 1999 Nr. 96).
Deutsch ist in Liechtenstein Amtssprache. 1994 erließ die Regierung unter Markus Büchel (FBP) eine Weisung an die Landesverwaltung „[…] zur sprachlichen Gleichbehandlung von Frau und Mann“ (RB: 361/73/94). Es wurde festgehalten, dass Frauen in den Verwaltungstexten sprachlich sichtbar gemacht werden sollen, beispielsweise in Korrespondenzen, amtlichen Broschüren und Informationsblättern, Stellenausschreibungen oder Formularen.
2004 erließ die Regierung unter Otmar Hasler (FBP) eine erneuerte Weisung zur geschlechtergerechten Sprache, die sich an der Weisung von 1994 orientierte und kreative Lösungsvorschläge zum geschlechtergerechten Formulieren in der Verwaltungssprache umfasste. Zur Begründung hieß es: „Der Sprachgebrauch ist etwas Lebendiges und verändert sich fortlaufend. Es ist deshalb an der Zeit, ein angepasstes und differenziertes Instrumentarium anzuwenden“ (RB 2003/3133-0101 Begründung). Es ginge weniger um starre Regeln und dogmatische Vorgaben als darum, einen kreativen und sensiblen Sprachgebrauch anzuregen.
Mitte 2021 vermerkt Renate Gebele Hirschlehner, seit 2005 Mitglied im Rat für deutsche Rechtschreibung: „Die Legislative im Fürstentum Liechtenstein verwendet nach wie vor das generische Maskulinum. Eine Ausnahme bildet einzig das Urheberrechtsgesetz vom Mai 1999. Es verwendet durchgehend das sog. generische Femininum, so dass sich in diesem einen Fall die Männer mitgemeint fühlen müssen.“
Im Oktober 2021 veröffentlicht das Amt für Soziale Dienste (Fachbereich Chancengleichheit) den Leitfaden Geschlechtergerechte Sprache und erklärt dazu,

„warum geschlechtergerecht formuliert werden soll:
- Die adäquate Repräsentation von Frauen und Männern in der Sprache ist ein wichtiges Instrument zur tatsächlichen Gleichstellung der Geschlechter. Das generische Maskulinum ist nicht geschlechtsneutral, sondern eine diskriminierende Sprachform gegenüber den Frauen, die dadurch unsichtbar werden.
- Geschlechtergerechte Formulierungen folgen dem kommunikativen Grundprinzip: Klarheit und Eindeutigkeit.
- Geschlechtergerechte Sprache unterstützt gesellschaftliche Veränderungen hin zu mehr Vielfalt und Gleichberchtigung[sic!].“

Die Broschüre enthält Informationen zur geschlechtergerechten Sprache und Hilfestellungen und Tipps, die sich am Duden sowie am Leitfaden der schweizerischen Bundeskanzlei von 2009 orientieren (siehe oben). Es werden geschlechtsneutrale Bezeichnungen und Formulierungen sowie die Beidnennung empfohlen; als einzige „Sparform bei Doppelnennungen“ wird der Schrägstrich ohne Ergänzungsstrich genannt: „Dieser Leitfaden empfiehlt vor allem für Behörden die Verwendung des Schrägstrichs (/), um sich an die geltenden Grammatikregeln im Deutschen zu halten […] Antragssteller/innen […] Nach dem Weglassen des Schrägstrichs muss immer ein grammatisch richtiges Wort bleiben.“

## Europa
2006 wurde die Europäische Charta für die Gleichstellung von Frauen und Männern auf lokaler Ebene beschlossen vom Rat der Gemeinden und Regionen Europas (RGRE), dem größten Verband lokaler und regionaler Gebietskörperschaften in Europa (gemeinnützig). Bis Mitte 2020 haben sich mehr als 1700 Kommunen in 35 Ländern mit ihrer Unterzeichnung den Zielen dieser EU-Charta verpflichtet. Sie enthält als Bestandteil der Selbstverpflichtung zum „Kampf gegen Stereotype“ und gegen Diskriminierungen auch den Hinweis auf einen angemessenen sprachlichen Ausdruck:

### Europäische Union
2008 beschloss das Europäische Parlament eigene Leitlinien unter dem Titel Geschlechtergerechter Sprachgebrauch im europäischen Parlament (in mehreren Sprachen), die mit einer Definition begannen und sich gegen die generische Verwendung männlicher Personenbezeichnungen aussprachen:

„Geschlechtergerechter Sprachgebrauch besteht darin, dass eine Wortwahl vermieden wird, die als einseitig, diskriminierend oder herabsetzend ausgelegt werden kann, weil sie die Überlegenheit eines Geschlechts gegenüber dem anderen impliziert, da das Geschlecht einer Person in den meisten Zusammenhängen nicht relevant ist oder es nicht sein sollte. […]

Generische Verwendung des Maskulinums

In der Grammatik der meisten europäischen Sprachen gilt die Konvention, dass im Fall von Personengruppen, in denen beide Geschlechter vertreten sind, das Maskulinum als die ‚einschließende‘ bzw. ‚generische‘ Form verwendet wird, während das Femininum ‚ausschließend‘ wirkt, d. h. sich nur auf weibliche Personen bezieht. Diese generische oder ‚neutralisierende‘ Verwendung des Maskulinums wird zunehmend als diskriminierend gegenüber dem weiblichen Geschlecht empfunden.

Die generische Verwendung des Maskulinums zu vermeiden, ist nicht immer leicht, gerade in förmlichen Texten. […]

In manchen Sprachen ist das Element Mann in Ausdrücken enthalten, mit denen Frauen ebenso wie Männer gemeint sind: Fachmann, Staatsmann, Zimmermann, Seemann, Ersatzmann, Vertrauensmann, kaufmännisch, bemannter Flug usw. Mit etwas Bemühung und Umsicht lässt sich zumeist eine auf die Geschlechter bezogen neutrale Ausdrucksweise finden. […]

Gegebenenfalls ist es aus Gründen der Lesbarkeit allerdings erforderlich, auf das generische Maskulinum im Plural zurückzugreifen, wie es auch im Fernsehen täglich praktiziert wird: ‚Verehrte Zuschauer, guten Abend!‘. […]

Doppelnennungen sind grundsätzlich zu vermeiden. […] Für förmliche Texte des Parlaments kommen Doppelnennungen nicht in Betracht.“

 2018 wurden die Leitlinien unter dem Titel Geschlechterneutraler Sprachgebrauch im europäischen Parlament auf 13 Seiten überarbeitet; in Bezug auf das Parlament als Rechtsetzungsorgan wird festgestellt:
Im Anschluss wird in der Entschließung des Europäischen Parlaments vom 15. Januar 2019 zum Gender Mainstreaming im Europäischen Parlament eine Empfehlung ausgesprochen: „[Das Parlament] erinnert daran, wie wichtig es ist, eine breite öffentliche Akzeptanz der Leitlinien zu erreichen, und ersucht alle Mitglieder und Beamten des Europäischen Parlaments, diese Leitlinien bei ihrer Arbeit konsequent zu fördern und anzuwenden“.
Im Januar 2018 hatte auch der Rat der Europäischen Union eigene Richtlinien zur „inklusiven Kommunikation“ verabschiedet, die im Abschnitt Geschlechtergerechte Sprache Doppelnennung, geschlechtsneutrale Formulierungen sowie kreative Umformulierungen empfehlen.

### Frankreich
1984 setzte die französische Ministerin für die Rechte der Frau, Yvette Roudy, eine Kommission ein zur Formulierung frauengerechter Berufs- und Funktionsbezeichnungen im Französischen. Die Kommissionsvorschläge zu weiblichen Benennungen, Titeln und Dienstgraden ließ der scheidende sozialistische Premierminister Laurent Fabius 1986 den entsprechenden Dienststellen zur Beachtung zukommen (Circulaire du 11 mars 1986 relative à la féminisation des noms de métier, fonction, grade ou titre).
1999 stellte das Centre national de la recherche scientifique (Nationales Zentrum für wissenschaftliche Forschung) eine Liste mit weiblichen Berufsbezeichnungen zusammen und empfahl beispielsweise die feminine Form écrivaine („Schriftstellerin“). Die Académie française verwarf aber weiterhin sämtliche Formen der geschlechtergerechten Sprache, selbst weibliche Endungen für Berufsbezeichnungen: Das generische Maskulinum sei die neutrale, unmarkierte Wortform.
2017 erklärte Premierminister Édouard Philippe weibliche Formen von Berufsbezeichnungen als ausdrücklich erwünscht.
2019 stellte die Académie mit nur zwei Gegenstimmen fest, dass es keine prinzipiellen Hinderungsgründe gäbe, in der französischen Sprache Berufsbezeichnungen, Funktionsbezeichnungen, Titel und akademische Grade in der weiblichen Form zu verwenden.
 2021: Verbot der „écriture inclusive“
Im Mai 2021 gibt Bildungsminister Jean-Michel Blanquer per Erlass bekannt, dass Berufs- und Funktionsbezeichnungen von Frauen jetzt offiziell in weiblicher Form erlaubt sind. Das Ministerium empfiehlt die Nutzung der femininen Formen und fordert, dass „die Wahl von Beispielen oder Aussagen“ im Schulunterricht „die Gleichberechtigung von Mädchen und Jungen respektieren müsse, sowohl durch feminisierende Begriffe als auch durch die Bekämpfung stereotyper Darstellungen“.
Ausdrücklich verboten – wie seit 2017 in den Ministerien – ist an Schulen und im Bildungsbereich ab jetzt die Verwendung der écriture inclusive in der Schriftsprache (mehrgeschlechtliche Schreibweisen mit Mediopunkt: député·e·s, oder mit Punkt: député.e.s): Pünktchenwörter zur Umsetzung der geschlechtergerechten Sprache seien zu komplex und behinderten das Lesen und Erlernen des Französischen. Die Einhaltung der grammatischen Regeln im Schulunterricht sei de rigueur (streng zu befolgen). Zuvor hatten Hélène Carrère d’Encausse, Ständige Sekretärin der Académie française, und Marc Lambron, Direktor der Académie, am 5. Mai mitgeteilt, dass inklusives Schreiben „nicht nur kontraproduktiv“ im Kampf gegen sexistische Diskriminierung sei, „sondern auch schädlich für die Praxis und die Verständlichkeit der französischen Sprache“.

### Niederlande
Seit 1980 gilt in den Niederlanden das Gesetz zur Gelijke behandeling van mannen en vrouwen bij de arbeid (Gleichbehandlung von Männern und Frauen bei der Arbeit), mit der Vorschrift, in Stellenausschreibungen sowohl weibliche wie männliche Personen anzusprechen (vergleiche BRD 1980).

## Andere Länder
Eine Untersuchung der Rechtswissenschaftlerin Marguerite Ritchie, die mehrere hundert Jahre des kanadischen Rechts analysierte, kam zu dem Ergebnis, dass die Mehrdeutigkeit des generischen Maskulinums es Richtern ermöglichte, Frauen in Abhängigkeit vom Zeitgeist und ihren eigenen Vorurteilen einzubeziehen oder auszuschließen. Exemplarisch sei z. B. der Fall einer Juristin, die 1905 in New Brunswick auf Zulassung als Anwältin klagte. Sie argumentierte, dass sich der in der Zulassungsordnung verwendete Ausdruck Person und die maskulinen Pronomen auf Männer und Frauen gleichermaßen bezogen. Die Richter bestritten dies und wiesen ihre Klage ab.
Über ein anderes Beispiel berichtete Courtenay 1929: Eine promovierte Medizinerin durfte nicht an der Moskauer Universität habilitieren, weil der zuständige Minister für Volksaufklärung sich laut Courtenay auf „den wortlaut des statuts [stützte], der einzig und allein dozenten, aber keine dozentinnen voraussah“.
Der Einfluss der Rechtssprache auf die Entscheidungen von Geschworenen wurde von Hamilton, Hunter und Stuart-Smith 1992 untersucht. Dazu rekonstruierte die Forschergruppe einen realen Mordprozess, in dem die Geschworenen entscheiden sollten, ob die angeklagte Frau in Notwehr gehandelt hatte. Die Versuchsteilnehmenden erhielten wie die Geschworenen im echten Verfahren eine Definition von „Notwehr“, die durchgängig das generische he verwendete. Als Kontrolle wurde einigen Teilnehmenden eine abgewandelte Definition vorgelegt, die he or she oder she benutzte, ansonsten aber identisch mit der originalen Definition war. Das Ergebnis der Studie lautete, dass Versuchsteilnehmende, welche die she- oder he or she-Versionen der Definition lasen, deutlich eher bereit waren, Notwehr anzuerkennen. Das Forscherteam vermutete, dass die Entscheidung der Geschworenen im realen Mordprozess durch einen ähnlichen male bias beeinflusst wurde, und dass generisch maskuline Formen auch andere juristische Entscheidungen beeinflussen.